# Giro de Italia 1928
La 16.ª edición del Giro de Italia se disputó entre el 12 de mayo y el 3 de junio de 1928, con un recorrido de 12 etapas y 3044 km, que el vencedor completó a una velocidad media de 26,748 km/h. La carrera comenzó y terminó en Milán.
Tomaron la salida 298 participantes, de los cuales 126 terminaron la carrera. Esta es la edición en la que ha partido un mayor número de participantes.
Alfredo Binda se adjudicó su segundo Giro de Italia consecutivo dominando una vez más la carrera, esta vez con seis triunfos de etapa. Domenico Piemontesi también se adjudicó cinco etapas, aunque en la clasificación general no fue una amenaza para Binda. La octava etapa fue ganada por Albino Binda, hermano y gregario del vencedor.
Giuseppe Pancera y Bartolomeo Aimo, segundo y tercero respectivamente, acompañaron a Binda en el podio.

## Etapas
| Etapa      | Fecha     | Recorrido          | Distancia (km) | Ganador             | Líder               |
| ---------- | --------- | ------------------ | -------------- | ------------------- | ------------------- |
| 1.ª etapa  | 12 de may | Milán – Trento     | 233,1          | Domenico Piemontesi | Domenico Piemontesi |
| 2.ª etapa  | 14 de may | Trento – Forlì     | 312,6          | Alfredo Binda       | Domenico Piemontesi |
| 3.ª etapa  | 16 de may | Predappio – Arezzo | 148            | Alfredo Binda       | Domenico Piemontesi |
| 4.ª etapa  | 18 de may | Arezzo – Sulmona   | 327,9          | Alfredo Binda       | Alfredo Binda       |
| 5.ª etapa  | 20 de may | Sulmona – Foggia   | 254,6          | Alfredo Binda       | Alfredo Binda       |
| 6.ª etapa  | 22 de may | Foggia – Nápoles   | 248,3          | Domenico Piemontesi | Alfredo Binda       |
| 7.ª etapa  | 24 de may | Nápoles – Roma     | 275            | Domenico Piemontesi | Alfredo Binda       |
| 8.ª etapa  | 26 de may | Roma – Pistoia     | 323            | Albino Binda        | Alfredo Binda       |
| 9.ª etapa  | 28 de may | Pistoia – Módena   | 206            | Domenico Piemontesi | Alfredo Binda       |
| 10.ª etapa | 30 de may | Módena – Génova    | 270            | Alfredo Binda       | Alfredo Binda       |
| 11.ª etapa | 1 de jun  | Génova – Turín     | 195,1          | Alfredo Binda       | Alfredo Binda       |
| 12.ª etapa | 3 de jun  | Turín – Milán      | 251            | Domenico Piemontesi | Alfredo Binda       |
| Total      | Total     | Total              | 3044,6         |                     |                     |

## Clasificaciones

### Clasificación general
| Clasificación general |                     |               |                   |
| Ciclista              | Ciclista            | Equipo        | Tiempo            |
| --------------------- | ------------------- | ------------- | ----------------- |
| 1.º                   | Alfredo Binda       | Legnano       | 114 h 15 min 19 s |
| 2.º                   | Giuseppe Pancera    | Touring       | + 18 min 13 s     |
| 3.º                   | Bartolomeo Aymo     | Alcyon        | + 27 min 25 s     |
| 4.º                   | Victor Fontan       | Wolsit        | + 31 min 30 s     |
| 5.º                   | Egidio Picchiottino | Alcyon        | + 36 min 23 s     |
| 6.º                   | Aristide Cavallini  | Bianchi       | + 40 min 34 s     |
| 7.º                   | Amulio Viarengo     | Independiente | + 52 min 19 s     |
| 8.º                   | Albino Binda        | Wolsit        | + 54 min 53 s     |
| 9.º                   | Giovanni Brunero    | Wolsit        | + 1 h 13 min 00 s |
| 10.º                  | Pietro Chesi        | Bianchi       | + 1 h 14 min 07 s |

### Clasificación por equipos
| Clasificación por equipos |         |        |
| Equipo                    | Equipo  | Tiempo |
| ------------------------- | ------- | ------ |
| 1.º                       | Legnano | -      |